# Norton, Massachusetts
Norton är en kommun (town) i Bristol County, Massachusetts, USA, med 19 031 invånare (2010). Den har enligt United States Census Bureau en area på 77,2 km².